# Japansk (sprog)
Japansk (日本語 Nihongo, [nihõŋgo], [nihõŋŋo]) er et østasiatisk sprog af den japonisk (japansk-ryukyuisk) gruppe, der tales af ca. 125 mio mennesker, primært i Japan, hvor det er nationalsproget. Japansk er et agglutinerende sprog.
Klassisk japansk, eller sen-klassisk japansk er betegnelsen for det japanske sprog, som kendetegner Heian-perioden fra 794 til 1185, og forløberen for det klassiske japanske sprog (dvs. sproget før år 794 betegnes det gammel-klassiske japanske sprog.

## Skriftsystem
Japansk skrives med en kombination af 3 forskellige typer tegn: 
- Kanji (漢字 kanji) som der findes i tusindvis af. De stammer oprindelig fra kinesiske tegn, men i takt med tiden har brug og læsemåder ført til betydelige forskelle imellem de to sprog. Mange kanji kan læses på flere måder eller på samme måde, og i tekster for børn og udlændinge, ved navne samt ved sjældne tegn og uvante læsemåder suppleres de derfor ofte af furigana, små hiragana eller katakana, der angiver den relevante læsemåde.
- Hiragana (ひらがな, 平仮名, hiragana) som er et simpelt fonetisk alfabet, hvor hvert tegn repræsenterer en stavelse. Det bruges især til tekster for børn og udlændige, til ord hvor der ikke findes kanji, som partikler i sætninger og til angivelse af læsemåder.
- Katakana (カタカナ, 片仮名, katakana), som er et tilsvarende fonetisk alfabet med samme grundlæggende struktur som hiragana. Det har imidlertid en del flere kombinationsmuligheder, da det især bruges til fremmedord og udenlandske navne.

Hiragana og katakana kaldes under et for kana.
Derudover bruges også latinske bogstaver (ローマ字 Roomaji).